# Tuberopeplus
Tuberopeplus – rodzaj chrząszczy z rodziny kózkowatych i podrodziny zgrzypikowych.

## Zasięg występowania
Przedstawiciele tego rodzaju występują w Chile.

## Systematyka
Do Tuberopeplus należą 2 gatunki:
- Tuberopeplus chilensis
- Tuberopeplus krahmeri